# Robert Calvo
Robert Calvo (...) è un allenatore di calcio vanuatuano.

## Carriera
Da allenatore ha guidato la propria Nazionale alla Coppa d'Oceania 2008.